# Енопион
Енопион или Ойнопион (на старогръцки: Οἰνοπίων, Oinopíōn; Oinopion, Oenopion) в гръцката митология е син на Тезей или на бог Дионис, цар на Лемнос, и на критската принцеса Ариадна и легендарен цар на Хиос. Брат е на Тоант, Стафил и Пепарет.
Със синовете си Талос, Евантес, Мелас, Салагос и Атамас той се изселва от Крит в Хиос, който получил от чичо си Радамант. Той занася лозя на острова.
Той има с нимфата Хелика от Хиос също една дъщеря Меропа, в която се влюбва големият ловец Орион и иска нейната ръка. Енопион не се съгласява и Орион изнасилва Меропа. За отмъщение Енопион напива Орион, избодва му очите и го гони от острова.
По времето на Павзаний в Хиос е показван (вероятния) гроб на Енопион.